# 담양 죽림재
담양 죽림재(潭陽 竹林齋)는 대한민국 전라남도 담양군 고서면 분향리에 있는 조선시대의 건축물이다. 1987년 1월 15일 전라남도의 기념물 제99호로 지정되었다.

## 개요
창녕 조씨 문중 사람들이 공부하던 곳으로 죽림재를 지은 시기는 알 수 없으나 죽림 조수문(1426∼？)이 세웠다고 전한다.
처음 세운 건물은 임진왜란 때 불타 없어진 것을 인조 원년(1623)에 죽림 선생의 6대손인 삼청당 조부가 다시 지었다. 그 뒤 고종 5년(1868) 흥선대원군의 서원철폐령으로 폐쇄되었다가 1948년에 다시 세웠다.
복원된 죽림재는 앞면 2칸·옆면 2칸 규모이며 지붕은 옆면에서 볼 때 여덟 팔(八)자 모양인 팔작지붕으로 꾸몄다.

## 현지 안내문
이 죽림재는 창녕조씨 문중의 글방으로 사용하기 위해 지은 수련장(修鍊場)으로 죽림(竹林) 조수문(曺秀文)이 창건했다고 한다. 초창 건물은 임진왜란(壬辰倭亂) 때 귀중한 책들과 함께 불에 타버렸고 인조 원년(1623)에 6대손인 삼청당 조부(三淸堂 曺溥)에 의해서 다시 세워졌으며, 현재의 건물은 1948년에 중수한 것이다. 이 건물은 정면 2칸, 측면 2칸의 팔작지붕(옆에서 볼 때 '八' 자 모양)이다.
죽림사는 죽림선생과 선생의 아들인 운곡 조호(雲谷 曺浩), 삼청당 조부와 소은 정민하(簫隱 鄭敏河)의 행적을 추모하기 위해 1708년에 문인과 후손들에 의해 건립되었다. 고종 5년(1868) 흥선대원군(興宣大院君)의 명령으로 철폐되었다가 2002년 복원되었다.

## 참고 자료
- 죽림재 - 국가유산청 국가유산포털